# Kurbin
Kurbin es un municipio del condado de Lezhë, en el noroeste de Albania. El municipio fue creado en 2015 mediante la fusión de los antiguos municipios de Fushë Kuqe, Laç, Mamurras y Milot. El ayuntamiento tiene su sede en la villa de Laç. La población total del municipio es de 46 291 habitantes (censo de 2011), en un área total de 269.03 km².
Sus límites coinciden con los del antiguo distrito de Kurbin, del cual toma su nombre.

## Historia
El área está habitada desde el siglo XIV, pero tras la muerte de Skanderbeg la mayoría de sus habitantes huyeron a las regiones próximas de Italia, a Calabria, o a montañas remotas. Kurbin sería repoblada más tarde como lugar de protección de los albaneses frente al Imperio otomano. En el siglo XX se han asentado aquí gran cantidad de inmigrantes de Kosovo.